# Lok-Sabha-Wahlkreis Chennai Central
Der Lok-Sabha-Wahlkreis Chennai Central (bis 2004 Madras Central) ist ein Wahlkreis bei den Wahlen zur Lok Sabha, dem Unterhaus des indischen Parlaments. Er liegt im Bundesstaat Tamil Nadu, besteht seit 1977 und umfasst den zentralen Teil der Metropole Chennai (Madras).
Bei der letzten Wahl zur Lok Sabha waren 1.000.705 Einwohner wahlberechtigt.

## Letzte Wahl
Die Wahl zur Lok Sabha 2014 hatte folgendes Ergebnis:
| Kandidat                 | Partei                | Stimmen |
| ------------------------ | --------------------- | ------- |
| S. R. Vijayakumar        | AIADMK                | 40,9 %  |
| Dayanidhi Maran          | DMK                   | 35,3 %  |
| J. Constandine Ravindran | DMDK                  | 14,1 %  |
| C. D. Meyyappan          | INC                   | 3,2 %   |
| J. Prabhakar             | AAP                   | 2,4 %   |
| Sonstige                 | Sonstige              | 1,4 %   |
| Keiner der Kandidaten    | Keiner der Kandidaten | 2,7 %   |

## Wahl 2009
Die Wahl zur Lok Sabha 2009 hatte folgendes Ergebnis:
| Kandidat                    | Partei   | Stimmen |
| --------------------------- | -------- | ------- |
| Dayanidhi Maran             | DMK      | 46,8 %  |
| S. M. K. Mogamed Ali Jinnah | AIADMK   | 41,3 %  |
| V. V. Ramakrishnan          | DMDK     | 6,4 %   |
| S. Hyder Ali                | MAMAK    | 2,2 %   |
| Sonstige                    | Sonstige | 3,3 %   |

## Bisherige Abgeordnete
| Wahl | Name              | Partei | Stimmen |
| ---- | ----------------- | ------ | ------- |
| 1977 | P. Ramachandran   | NCO    | 56,5 %  |
| 1980 | A. Kalanidhi      | DMK    | 59,5 %  |
| 1984 | A. Kalanidhi      | DMK    | 58,2 %  |
| 1989 | Era. Anbarasu     | INC    | 53,4 %  |
| 1991 | Era. Anbarasu     | INC    | 56,4 %  |
| 1996 | Murasoli Maran    | DMK    | 69,0 %  |
| 1998 | Murasoli Maran    | DMK    | 51,7 %  |
| 1999 | Murasoli Maran    | DMK    | 59,0 %  |
| 2004 | Dayanidhi Maran   | DMK    | 61,7 %  |
| 2009 | Dayanidhi Maran   | DMK    | 46,8 %  |
| 2014 | S. R. Vijayakumar | AIADMK | 40,9 %  |

## Wahlkreisgeschichte

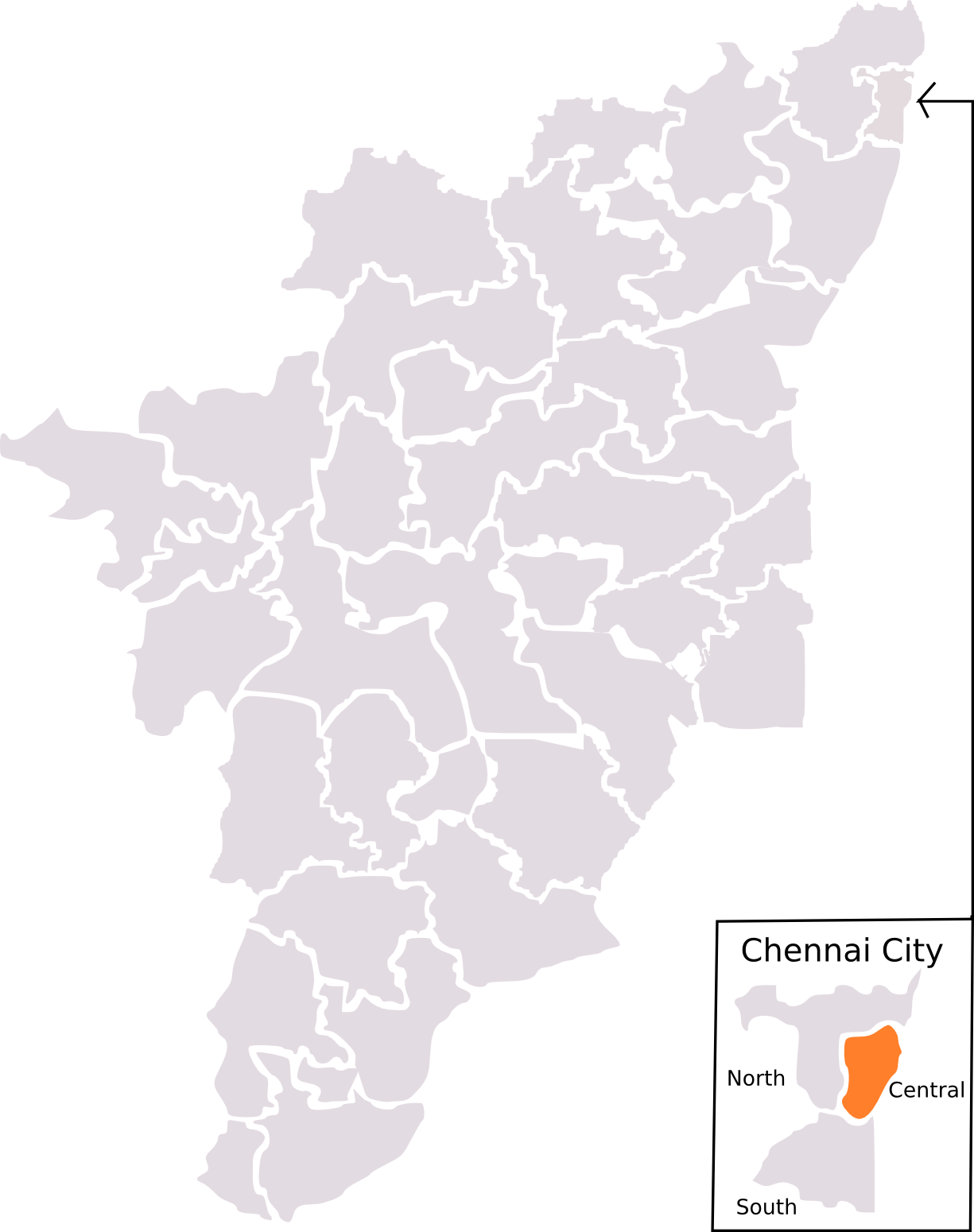
Der Wahlkreis Madras Central von 1971 bis 2004

Der Wahlkreis Madras Central entstand zur Lok-Sabha-Wahl 1977 aus Teilen der Wahlkreise Madras North und Madras South. Im Zuge der Neuordnung der Wahlkreise im Vorfeld der Lok-Sabha-Wahl 2009 wurde der Zuschnitt des Wahlkreises geändert. Zugleich wurde der Wahlkreis in Chennai Central umbenannt.